# Weissia sinaloensis
Weissia sinaloensis là một loài Rêu trong họ Pottiaceae. Loài này được E.B. Bartram miêu tả khoa học đầu tiên năm 1925.